# Хлопчик у дівчинці
«Хлопчик у дівчинці» (англ. It's a Boy Girl Thing) — романтична комедія 2006 року режисера Ніка Гаррана та сценариста Джеффа Діна. У головних ролях — Саміра Армстронг, Кевін Зегерс. Фільм знімався в США, хоча був спродюсований у Великій Британії. Продюсерами фільму є Девід Ферніш, Стів Гамільтон з «Shaw of Rocket Pictures» і Мартін Ф. Кац із «Prospero Pictures». Елтон Джон виступав як один з виконавчих продюсерів.
«Хлопчик у дівчинці» випущено 26 грудня 2006 у Великій Британії; відтоді демонструвався в кінотеатрах, безпосередньо на DVD та як телевізійний фільм. Більшість шкільних сцен знімалися в Західній техніко-комерційній школі в Торонто, Онтаріо, Канада.

## Касові збори
Під час показу в Україні, що розпочався 2 серпня 2007 року, протягом перших вихідних фільм демонстрували на 26 екранах, що дозволило йому зібрати $45,423 і посісти 3 місце в кінопрокаті того тижня. Фільм опустився на десяту сходинку українського кінопрокату наступного тижня, хоч досі демонструвався на 25 екранах і зібрав за ті вихідні ще $9,301. Загалом фільм в кінопрокаті України пробув 6 тижнів і зібрав $86,267, посівши 116 місце серед найбільш касових фільмів 2007 року.